# Trajánův sloup
Trajánův sloup je pomník v Římě, postavený ke cti císaře Traiana na Trajánově fóru blízko Kvirinálského paláce, severně od Fora Romana. Je to jedna z nejslavnějších památek starověkého římského stavitelství a sochařství. Podle nápisu jej dal postavit římský senát, stavbu patrně vedl architekt Apollodóros z Damašku a byla dokončena roku 113.

## Popis
Sloup je téměř 30 m vysoký (s podstavcem 38,4 m), je sestaven z 20 válcových bloků bílého kararského mramoru o průměru 3,7 m a o váze asi 40 t; vrchní blok váží asi 53,3 t. Uvnitř sloupu je v blocích vytesáno točité schodiště, které vede 185 stupni na plošinu na vrcholu. Schodiště osvětluje 43 štěrbinových okének. Na sloupu byla původně socha orla, později bronzová socha císaře, která ve středověku zmizela. Roku 1587 dal papež Sixtus V. na vrcholek umístit sochu svatého Petra, která je tam dodnes.
Po povrchu se vine celkem 190 m dlouhý figurální vlys, na němž jsou znázorněna Trajánova vítězství ve válkách proti Dákům, kteří v letech 101 a 105 vtrhli přes Dunaj do římské Moesie. Na realisticky zpracovaných reliéfech je asi 2500 postav a jednotlivé scény podrobně zobrazují římské vojáky i techniku, takže jsou důležitým pramenem studia starověku. Reliéfy byly v 19. století odlity do sádry a kopie si lze prohlédnout v Museo della Civilta Romana v Římě, v Archeologickém muzeu v Bukurešti nebo ve Victoria and Albert Museum v Londýně.

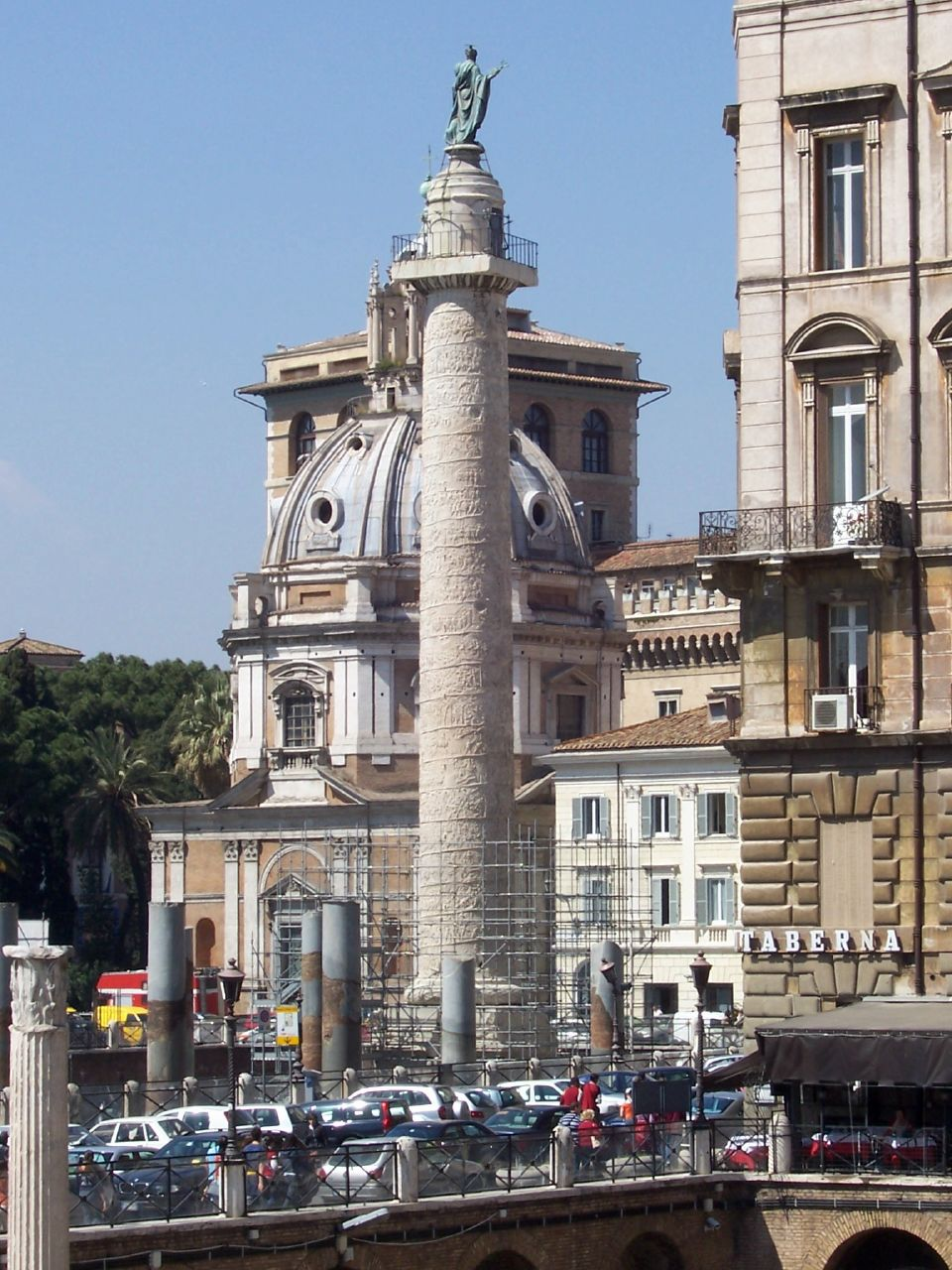
Trajánův sloup, za ním kostel P. Marie loretánské a vzadu věž Palazzo Venezia

## Stavba
Přesné opracování mnohatunových bloků se schodištěm, jehož stupně na sebe přesně navazují, budí po staletí úžas. O technice stavby dnes odborníci soudí, že bloky nebylo možné vyzvednout do výšky přes 30 m běžnými římskými jeřáby, nýbrž technikou stavební věže, jaká se používala až do novověku. Stavba kromě toho stála mezi dvěma knihovnami, řeckou a latinskou, která se budovaly v téže době, takže stavitelé neměli téměř žádný volný prostor.

## Význam
Sloup později sloužil také jako mauzoleum: v jeho podstavci byly uloženy urny s popelem císaře i jeho ženy. V následujících staletích byl sloup obdivován i napodobován. Podle jeho vzoru vznikly už ve starověku sloupy Antonina Pia a Marka Aurelia v Římě, sloupy Arkadiův a Theodosiův v Konstantinopoli a v novověku sloupy u kostela svatého Karla (Karlskirche) ve Vídni, Napoleonův sloup na náměstí Vendôme v Paříži a řada dalších.